# Кароно Варезино
Кароно Варезино (итал. Caronno Varesino) је насеље у Италији у округу Варезе, региону Ломбардија.
Према процени из 2011. у насељу је живело 4873 становника. Насеље се налази на надморској висини од 389 м.

## Становништво
| 1936. | 1951. | 1961. | 1971. | 1981. | 1991. | 2001. | 2011. |
| ----- | ----- | ----- | ----- | ----- | ----- | ----- | ----- |
| 1.656 | 2.325 | 3.170 | 3.928 | 4.207 | 4.419 | 4.602 | 4.940 |